# توماس إرليخ
توماس إرليخ (بالإنجليزية: Thomas Ehrlich)‏ هو مدرس أمريكي، ولد في 4 مارس 1934 في كامبريدج في الولايات المتحدة.